# Silverplate

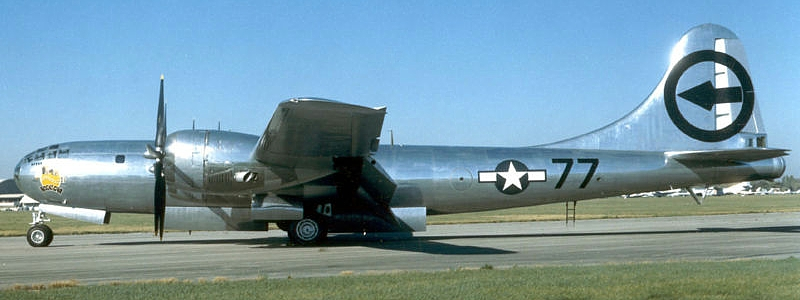
Boeing B-29 Superfortress Bockscar « Silverplate » du 509th Composite Group qui a mené les bombardements atomiques d'Hiroshima et Nagasaki.

« Silverplate » est un nom de code pour la participation de l'armée de l'air américaine dans le Projet Manhattan au cours de la Seconde Guerre mondiale. À l'origine, ce nom désigne le projet de modification des appareils bombardiers Boeing B-29 Superfortress pour leur permettre de larguer des armes nucléaires, mais par la suite « Silverplate » désigne la formation et les aspects opérationnels du programme.
Le nom provient de Silver Plated Project mais le terme a été raccourci à Silverplate.